# ميدان أكبس
مَيْدان إكبِس قرية سوريّة تتبع إداريّاً ناحية راجو الواقعة في منطقة عفرين في شمال غرب محافظة حلب. بلغ تعداد سكانها 1,302 نسمة حسب التعداد السكاني لعام 2004.
يبدو أن اسم هذه القرية يعود إلى بلدة أكبز التركية الواقعة وراء الحدود السورية–التركية.
تُعرف هذه القرية أيضا بالكردية باسم «سته‌سوون» (معناه المحطة) لوجود محطة قطار هامة بها.
يعود تأسيس هذه القرية إلى تاريخ إنشاء محطة القطار في بداية العقد الثاني من القرن العشرين. وكان أوائل سكانها من الأرمن الذين يحتمون بالقوات الفرنسية من اضطهاد الجنود الأتراك. تقع هذه القرية الكبيرة وسط سهل واسع، يجتازه النهر الأسود، وتغطيه تربة بركانية خصبة. وموقعها في أقصى الزاوية الشمالية الغربية للحدود التركية والسورية.
هي بلدة كبيرة تقع وسط سهل انهدامي واسع، يجتازه النهر الأسود متجهاً نحو الجنوب، وتغطيه تربة بركانية خصبة، وهي نقطة التقاء الحدود السورية مع تركيا ولواء اسكندرون، ويعبرها خط السكة الحديدية حلب–تركيا. تبعد عن بلدة راجو 22 كم باتجاه الشمال، يحدها شمالاً على بعد 50 م حدود تركيا والنهر الأسود وجنوباً سهل خصب واسع وقرية /قره بابا/، وشرقاً سهل خصب وقرى الميدانيات الجبلية (بندركلي، كوسانلي، شيخ محمدلي، سمالك راجو)، وغرباً على بعد أمتار محطة قطار والنهر الأسود وحدود تركيا مباشرة، ويبلغ عدد بيوتها حوالي 250 بيتاً وعمرها حوالي 450 عاماً، مساكنها القديمة حجرية من البازلت بسقوف خشبية، والحديثة اسمنتية امتدت نحو الجنوب والشرق. تتوفر فيها شبكة كهرباء وشبكة مياه شرب من بئر ارتوازي عائدة للدولة، فيها مركز للهاتف وبريد ومدارس ابتدائية وإعدادية وجامع حديث ومحطة قطار كبيرة قديمة بنيت عام 1911 م (بناها الألمان) وتعتبر محطة ميدان إكبس من أكبر المحطات للقطارات بعد المحطة المركزية في حلب بسبب قربها من الحدود السورية–التركية، وبناءها جميل جداً من الطراز البناء الألماني كما يوجد فيها أمانة جمارك والأمن العام ومخفر للشرطة، فيها عدة محلات تجارية وخدمية.
يعمل السكان في الزراعة البعلية (الحبوب، البقول) على مساحة تبلغ 502 هـ وبالزراعة المروية من النهر الأسود ضخاً (شوندر سكري، قطن، خضر صيفية، أشجار مثمرة) على مساحة صغيرة، وحالياً بدأوا بزراعة أشجار الزيتون كما يعمل الأهالي بتربية الأبقار والأغنام والماعز، ويعمل آخرون بالتجارة والمهن المختلفة والخدمات لكونها نقطة حدود. أحدثت فيها بلدية ضُمت إليها القرى المجاورة، تتصل مع مركز الناحية بطريق مزفتة متعرجة، وهي أخر قرية من الجهة الشمالية الغربية في منطقة عفرين وسورية كما أنها أطول نقطة تلامس حدودية من البلاد التركية على طول الحدود السورية–التركية.